# Židovský hřbitov v Hořenci
Židovský hřbitov v Hořenci se nachází v lese asi kilometr jihovýchodně od Hořence, části obce Nezabylice, a zhruba 300 metrů severovýchodně od silnice I/7 na Chomutov. Hřbitov je neznámého stáří a nejstarší dochovaná zmínka pochází z první poloviny 19. století. Rozkládá se na ploše 912 m2 a čítá pouhá tři torza náhrobků, což je důsledek devastace hřbitova během druhé světové války a období socialismu. Součástí hřbitova je též památník na místě hromadného hrobu obětí pochodu smrti z jara 1945. V minulosti byl hřbitov ohraničen obvodovou zdí, z níž se dochovaly již jen základy.

## Galerie

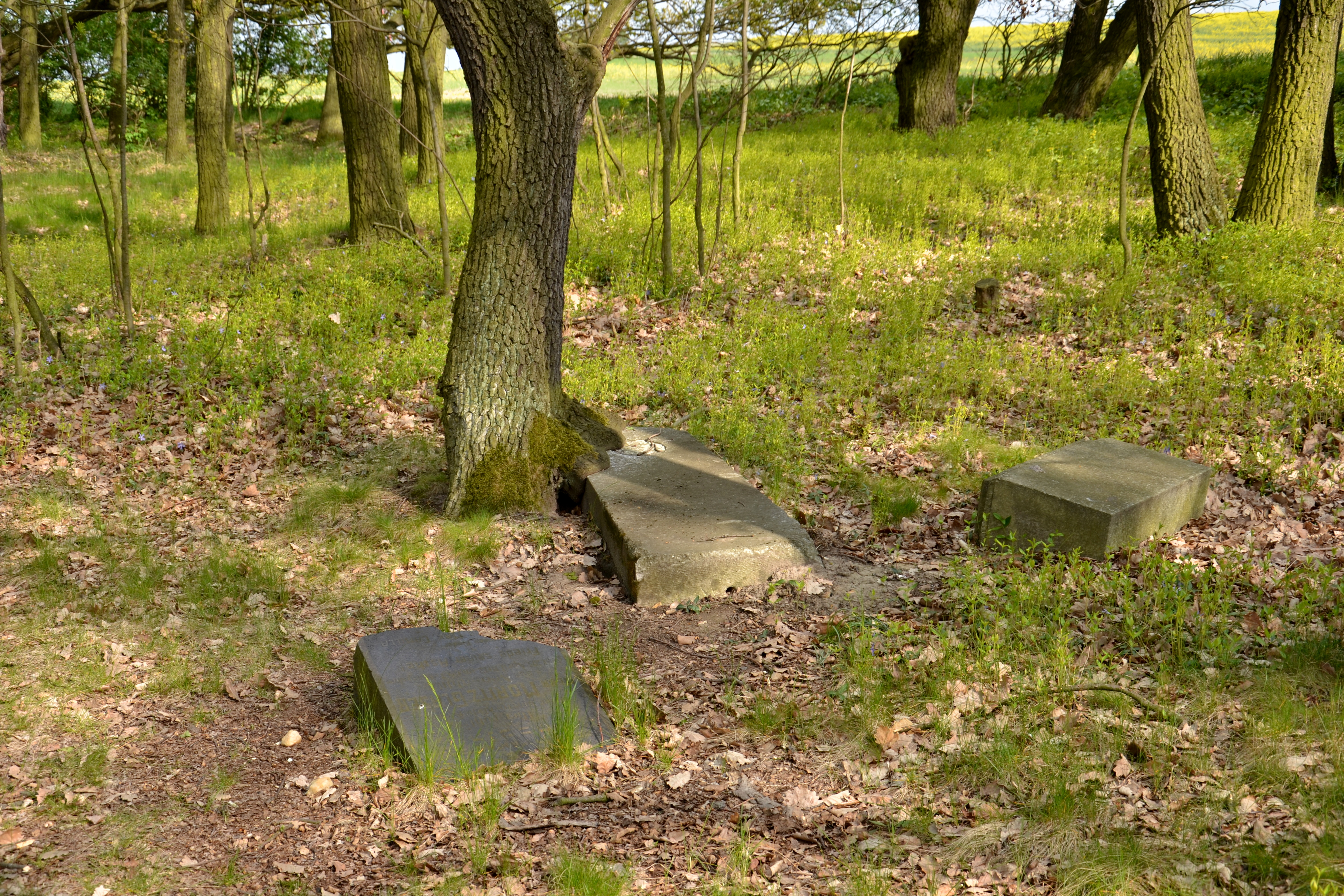
Torza pomníků
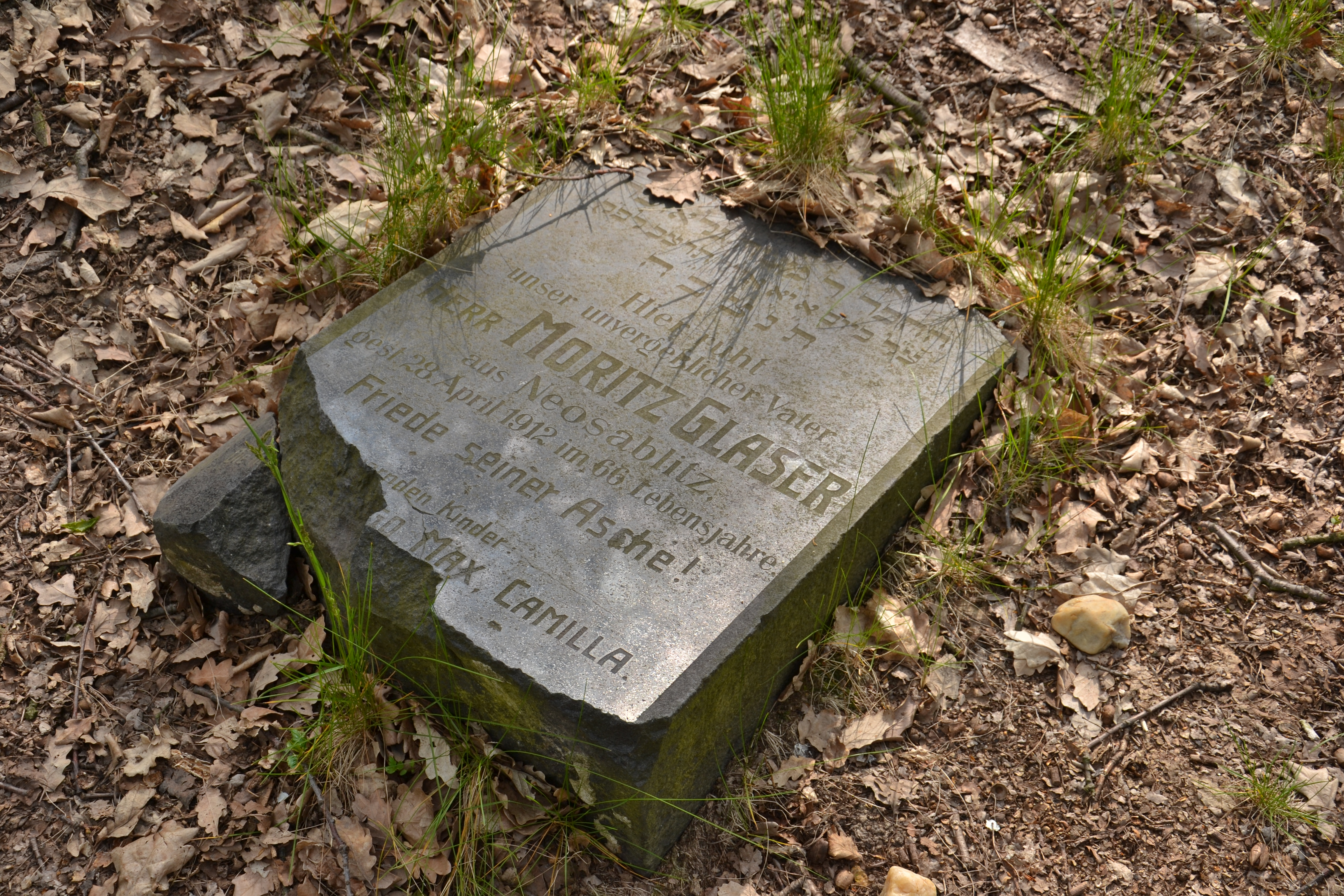
Nápis na jednom z dochovaných pomníků